# MS Moby Dada
El MS Moby Dada era un ferri operat per l'empresa Moby Lines. Va ser construït el 1981 a Finlàndia per l'empresa Effoa a Turku, i va iniciar la seva activitat amb l'empresa Silja Line d'Estocolm. El 1990 va ser venut a DFDS Seaways i reanomenat com a Queen of Scandinavia. Entre el 2010 i el 2016 va operar sota el nom de Princess Maria per a l'empresa St, Peter Line, entre Helsinki i Sant Petersburg, Rússia.
El 2016 Peter Line va ser adquirida per Moby Lines, i el vaixell fou reanomenat Moby Dada i va ser transferit al registre italià el novembre del mateix any. Des del juny de 2017, el vaixell dona servei entre el port de Niça i Bastia, a Croàcia. Es va pintar amb colors vius i decorat amb imatges de personatges de Looney Tunes.
El setembre del 2017 va ser llogat pel Govern d'Espanya i dut al Port de Barcelona amb l'objectiu d'allotjar-hi reforços policials mobilitzats des d'altres parts de l'Estat en el curs de l'Operació Copèrnic. També van llogar el vaixell Rhapsody i el GNV Azzurra. Tots tres vaixells sumen més de 4.000 llits.
La policia va tapar els dibuixos amb lones el 24 de setembre de 2017, fet que va comportar tota una reacció irònica a la xarxa, i l'etiqueta #FreePiolin va esdevenir Trending topic mundial aquell dia a Twitter.
El vaixell va marxar del port de Barcelona el 16 de novembre de 2017, després d'haver estat durant gairebé dos mesos allotjant els agents dels cossos policials espanyols enviats a Catalunya per evitar el referèndum de l'1 d'octubre. L'GNV Azzurra, el vaixell de la companyia GNV que feia la mateixa funció al port de Tarragona, va anar cap a Barcelona per substituir-lo.
El 13 de març de 2025 es va anunciar la seva venda a les desballestadores Aliaga.

## Galeria d'imatges

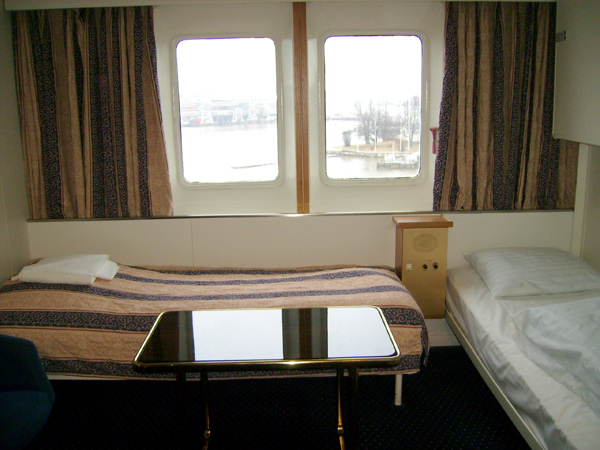
Cabines Clase A (abans de la redecoració amb Looney Tunes)
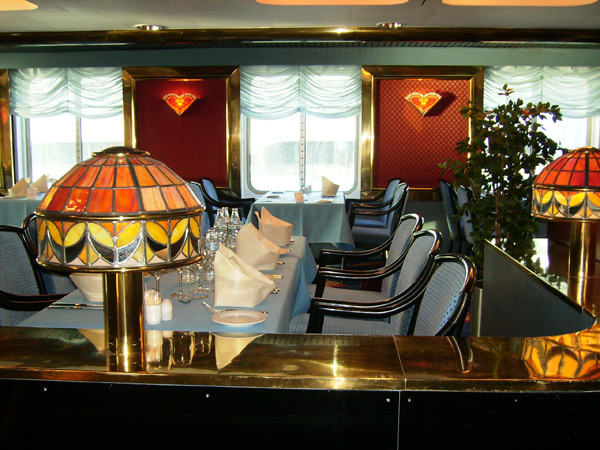
Restaurant
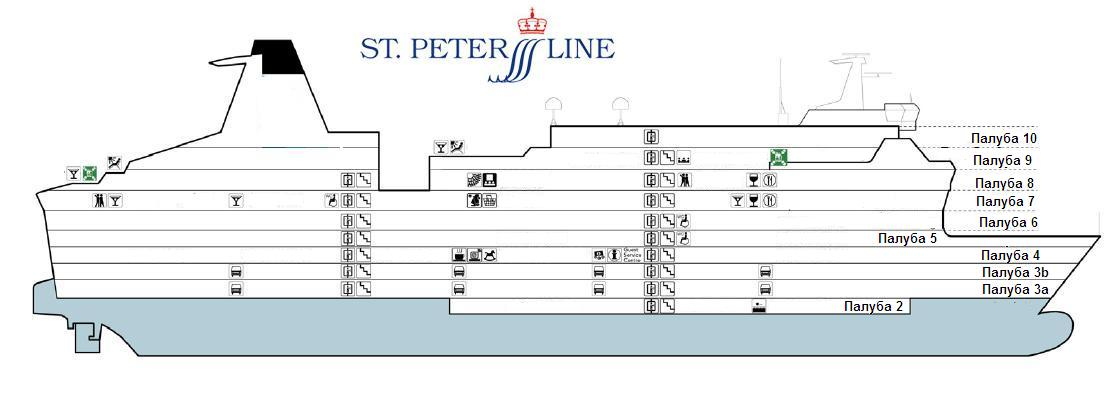
Mapa interior
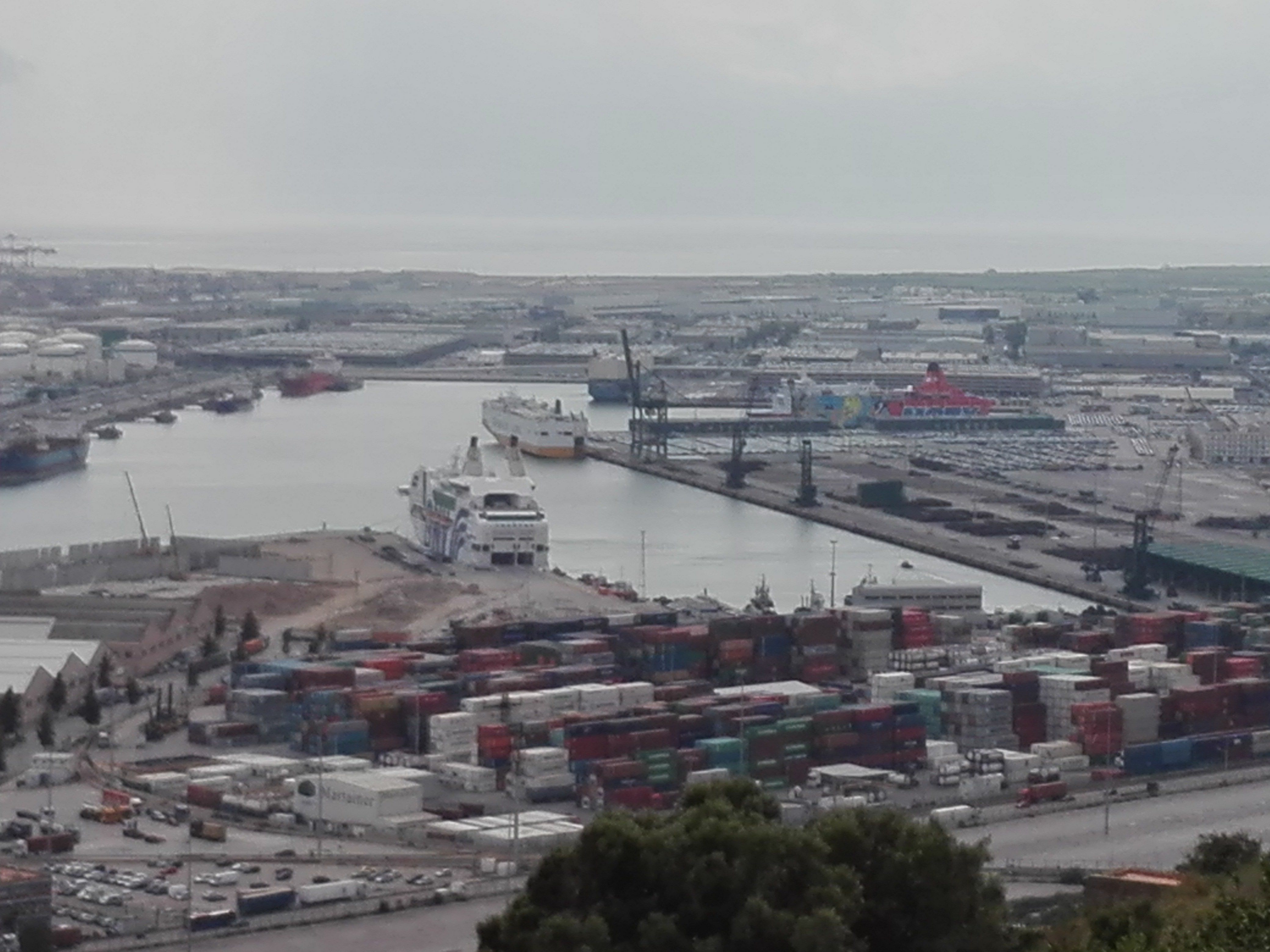
El vaixell al Port de Barcelona